# 675 TCN
675 TCN là một năm trong lịch La Mã.